# Pandiaka
Pandiaka là chi thực vật có hoa trong họ Amaranthaceae.